# Sodis
Sodis (Solar Water Disinfection Process) -  technika słonecznej dezynfekcji wody z użyciem butelki PET.

## Sposób zastosowania metody Sodis
1. Przygotować przezroczystą butelkę z tworzywa sztucznego (PET) ewentualnie szklaną butelkę  o pojemności 2-3 litrów.
2. Napełnić umytą butelkę wodą do 3/4 objętości.
3. W celu natlenienia wody potrząsać butelkę przez około 20 sekund, po czym dopełnić pozostałą 1/4 objętości.
4. Zostawić zamkniętą butelkę w pełnym słońcu nie krócej niż na 6 godzin, najlepiej umiejscowić na dobrze odbijającej powierzchni, jak blacha falista na dachu.
5. Jeśli pogoda jest pochmurna, trzeba butelkę zostawić na zewnątrz na dłuższy czas, nawet do ok. 2 dni.
6. Po ostygnięciu woda jest zdezynfekowana i zdatna do picia.

## Mechanizm działania Sodis
Światło słoneczne oddziałuje na zanieczyszczoną wodę przez trzy mechanizmy synergiczno-radiacyjne:
- UV-A (długość fali 320-400 nm) reaguje z tlenem w wodzie, w rezultacie powstaje wysoko reaktywna postać tlenu, która zabija mikroorganizmy;
- UV-A przeciwdziała rozmnażaniu się bakterii poprzez uszkadzanie ich DNA;
- podczerwone nagrzewanie wody - jeżeli temperatura wody podniesie się powyżej 50 °C, proces dezynfekcji jest trzy razy szybszy.

Rezultat połączenia trzech mechanizmów jest większy, niż suma poszczególnych procesów, przebiegających osobno.

## Zastosowanie
- Metoda Sodis jest bardzo wartościowym sposobem w miejscach, gdzie woda występuje w znikomych ilościach, nie nadaje się do gotowania lub zakup czystej wody jest zbyt drogi dla przeciętnego człowieka.
- Organizacja CSIR (Council for Scientific and Industrial Reserach) wraz z Unią Europejską rozpoczął program, mający na celu propagowanie metody Sodis.
- Działa niszcząco na prawie wszystkie bakterie, wirusy i drobnoustroje chorobotwórcze.
- Sodis może chronić m.in. przed cholerą, tyfusem, dyzenterią, salmonellą i innymi chorobami układu pokarmowego. Według danych WHO corocznie z powodu chorób układu pokarmowego umiera na świecie 2 mln osób, głównie dzieci.